# 2S7 Pion
Il 2S7 Pion ("Peonia", in cirillico: 2С7 Пион, nome in codice NATO: M1975) è un obice semovente pesante, di fabbricazione sovietica, sviluppato dalla Kirovskij Zavod nel corso degli anni Settanta a partire dal telaio del carro T-80 ed entrato in servizio nel 1975 nelle forze di terra sovietiche.
Dal momento della sua entrata in servizio al 2021, detiene il titolo di obice semovente cingolato più grande al mondo, record che deve alla lunghezza del cannone da 203 mm di cui è equipaggiato.
Progettato per colpire obiettivi sensibili rimanendo al riparo dal fuoco di rappresaglia, sin dai primi esemplari vanta una gittata fino a 47 km a seconda del proiettile in uso. Impiegato in numerosi conflitti armati tra cui la Prima e la Seconda guerra cecena, la guerra in Ossezia del Sud ed il conflitto nel Nagorno Kharabak del 2020, ha ricevuto il battesimo del fuoco nel corso dell'intervento sovietico in Afghanistan.
A partire dal 1986 è entrata in servizio nelle forze sovietiche una versione aggiornata denominata 2S7M Malka con migliorata cadenza di tiro. Nel 2020 è stata dichiarata l'intenzione di modernizzare ulteriormente gli esemplari di tale versione in servizio nelle forze terrestri russe con evidenze della consegna dei primi esemplari aggiornati da parte della UVZ a dicembre 2021.
Al 2021, è ancora in servizio in alcune forze armate dell'ex-blocco sovietico.

## Storia

### Sviluppo
I requisiti tecnici per il cannone furono redatti nel marzo 1970 in risposta agli obici semoventi statunitensi M107 e M110. Le prime unità prodotte in serie del 2S7 vennero fornite alle formazioni di artiglieria sovietiche nella seconda metà degli anni '70.
Nell'aprile 2020 la Uralvagonzavod ha proposto l'ammodernamento di alcune unità in servizio attivo presso le forze terrestri russe presso gli stabilimenti della Uraltransmash, presentando un piano di ammodernamento degli apparati di comunicazione, di tiro e meccanici legati al movimento del mezzo cingolato, nonché l'ampliamento della santa barbara.
L'offerta è poi stata estesa a tutti i 60 esemplari del 2S7M Malka in servizio.
Le prime unità modernizzate sono stati consegnati alle truppe nel dicembre 2021.

## Caratteristiche
Privo di torretta, il mezzo alloggia un cannone da 203 mm privo di freno di bocca sul retro del cingolato con brandeggio di 15° per lato e un'elevazione massima di 60°.
I 6 membri di equipaggio sono disposti anteriormente al propulsore in una cabina corazzata, mentre 4 proiettili trovano posto nella parte posteriore. Ulteriori 4 proiettili sono trasportati in un mezzo ausiliario. Sul lato destro dello scafo è presente un apposito dispositivo per assistere l'equipaggio nel caricamento del pezzo.
La cadenza di tiro massima è pari a 1,5 colpi al minuto, aumentata a 2,5 nel Malka.
in caso di necessità, può sparare anche in movimento a carica ridotta.

### Armamento
Il cannone può impiegare proiettili convenzionali, perforanti, a frammentazione, nucleari e chimici.
Al 2020, Rostec è impegnata nello sviluppo di nuovi proiettili per i Malka russi.

## Versioni
2S7 Pion: versione originale, entrata in servizio nel 1975.
2S7M Malka: versione aggiornata del Pion, in servizio a partire dal 1986. Dal 2020 ne è in corso una profonda modernizzazione, che prevede: sostituzione di cambio, distribuzione e unità di alimentazione, dispositivi di osservazione, apparecchiature di comunicazione e adozione di un sistema di protezione NBC. Può imbarcare fino a 8 proiettili ed interfacciarsi con un UAV per l'acquisizione dei bersagli.

## Utilizzatori
Nonostante non siano noti documenti ufficiali, si stima che ne siano stati prodotti oltre 1000 esemplari.
- Azerbaigian - Al 2015, 15 2S7 Pion
- Russia - Al 2020, 60 2S7M Malka in aggiornamento
- Ucraina - Al 2010, 99 2S7 Pion
- Uzbekistan - Al 2010, 48 2S7 Pion

### Passati
- Bielorussia
- Cecoslovacchia - ritirati dal servizio nel 1990.
- Polonia - ritirati dal servizio nel 2006.
- Georgia - acquistati dall'Ucraina nel 2005, catturati o distrutti nel conflitto del 2008.